# 张承宗
张承宗（1910年—1996年），男，浙江宁波人，中国革命家，社会活动家。第二次国共内战时期任中共上海地下市委书记。

## 生平
1940年任江苏省委情报工作委员会书记。
第二次国共内战时期，张承宗任上海市委书记，做了大量实际工作，并为人民解放军接管上海做了多方面的准备工作。战后亦为上海建设做了大量工作。
1996年12月20日，因病在上海（华山医院）逝世，享年86岁。